# Shurato
Tenkū Senki Shurato (天空戦記シュラト; lit. "As Crônicas da Guerra Celestial: Shurato"), ou simplesmente Shurato (シュラト), foi uma série de anime para TV produzida pela Tatsunoko Productions, posteriormente adaptada para mangá por Hiroshi Kawamoto. Tanto o anime quanto o mangá seguem as tentativas dos deuses de Asura em dominar o Mundo Celestial. Shurato, o personagem título, foi trazido para o campo de batalha e se torna um membro essencial dos Oito Guardiões do Povo de Deva e luta para resgatar a deusa Vishnu. Asura é representado por Indra, cujos subordinados engajam Shurato e seus companheiros em diversas ocasiões.
O anime de Shurato foi produzido pela Tatsunoko Productions, estreou na TV Tokyo em 6 de abril de 1989 e continuou até 18 de janeiro de 1990, chegando a 38 episódios, Ainda que seu final definitivo só tenha sido mostrado na série de OVAs, Sōsei e no Antō, de 1991. O anime também recebeu algumas versões localizadas, os países em que obteve maior sucesso foram Japão, França e Brasil. O mangá começou a ser publicado no início da década de 1990, próximo ao final da animação, na revista Shōnen King da editora Shōnen Gahosha.
Em abril de 2024, em comemoração aos 35 anos do anime, a Tatsunoko anunciou uma remasterização da série para lançamento em streamings.

## Sinopse
Shurato Hidaka e Gai Kuroki são dois melhores amigos de infância e opostos um do outro em aparência e personalidade. Enquanto lutavam um contra o outro na final de um torneio de artes marciais, foram subitamente encobertos por uma luz misteriosa e transmigrados para um lugar paralelo, o Mundo Celestial, onde a tecnologia moderna não existe e, ao invés disso, as pessoas dependem de seus Sohma, uma forma de energia espiritual.
Shurato descobre que ele é, na verdade, a reencarnação de um rei antigo de mesmo nome, e um dos Hachibushu, um grupo de oito guardiões lendários com alta quantidade de Sohma com suas armaduras, sendo trazido para aquele mundo com Gai para lutar contra os deuses de Asura, uma legião de guerreiros destrutivos. Entretanto, por razões desconhecidas, Gai tenta matar Shurato repetidas vezes, confundindo Shurato, uma vez que o Gai real é um pacifista e a pessoa com mais compaixão que ele conhece.
Shurato, logo que acorda neste novo ambiente, conhece Rakesh, que se diz apaixonada por ele. Não demora muito e também encontra Gai, vestido com uma estranha armadura (a qual é conhecida como Shakti) e disposto a matá-lo. Na luta ele encontra um pequeno artefato em forma de leão, que se transforma em sua armadura. É salvo pela aparição de Leiga (O Rei Karla), que leva Rakesh e Shurato para junto de Vishnu, que revela ser ele um dos Oito Guardiões Divinos do Povo de Deva.
Shurato não aceita todas estas informações e apenas pensa em como encontrar Gai e voltar ao seu mundo, mas seus planos são alterados por ser espectador de uma traição a Vishnu: Mestre Indra, seu maior discípulo, a transforma em pedra. Ajudado pelo poder de Vishnu, foge do palácio junto de Hyouga (O Rei Celestial) e Rakesh. Indra acusa-os de ter petrificado Vishnu e juntos deverão provar sua inocência e trazer a vida novamente a Vishnu. Depois que descobrem que Indra é o verdadeiro traidor, Ryuma (O Rei Dragão) e Leiga (O Rei Karla) se juntam a eles, já os demais guardiões como Kenya (O Rei Dappa), Lenge (A Rainha Nahla) e Dan (O Rei Hiba) são enganados pelo falso comandante e acabam lutando com  seus companheiros.
Já o segundo arco, os guerreiros divinos de Deva que foram enganados por Indra lutam ao lado de Shurato depois de salvar Vishnu ao matarem Indra e Gai. Contudo Gai retorna como um servo de Shiva e agora a dura luta do destino dos amigos Shurato e Gai ainda continua. Ambos são aqueles que podem envergar o Shakti de Brafma (Brahma no original).
O terceiro arco, as Águas Perdidas ataca o Mundo Celestial e os guerreiros de Deva, exceto Gai, o eterno amigo de Shurato ao proteger Shurato de Shiva sendo a custa de sua vida deverão unir forças para combater as águas sombrias. Shurato descobre a origem do Sohma negro e usa seu Sohma, auxiliado pelo espírito de Gai, para tornar em águas puras. Contudo, a floresta estava agitada pedindo socorro a Shurato e este acaba sendo pego pelo Sohma negro. Depois de conseguirem salvar Shurato, uma nova entidade se encontrava na Terra natal de Shurato, tudo leva crer que Scrimill, o Deus da Harmonia, que está brincando com os sentimentos de Mina Kuroki, irmã de Gai.

## Origens e materiais de base

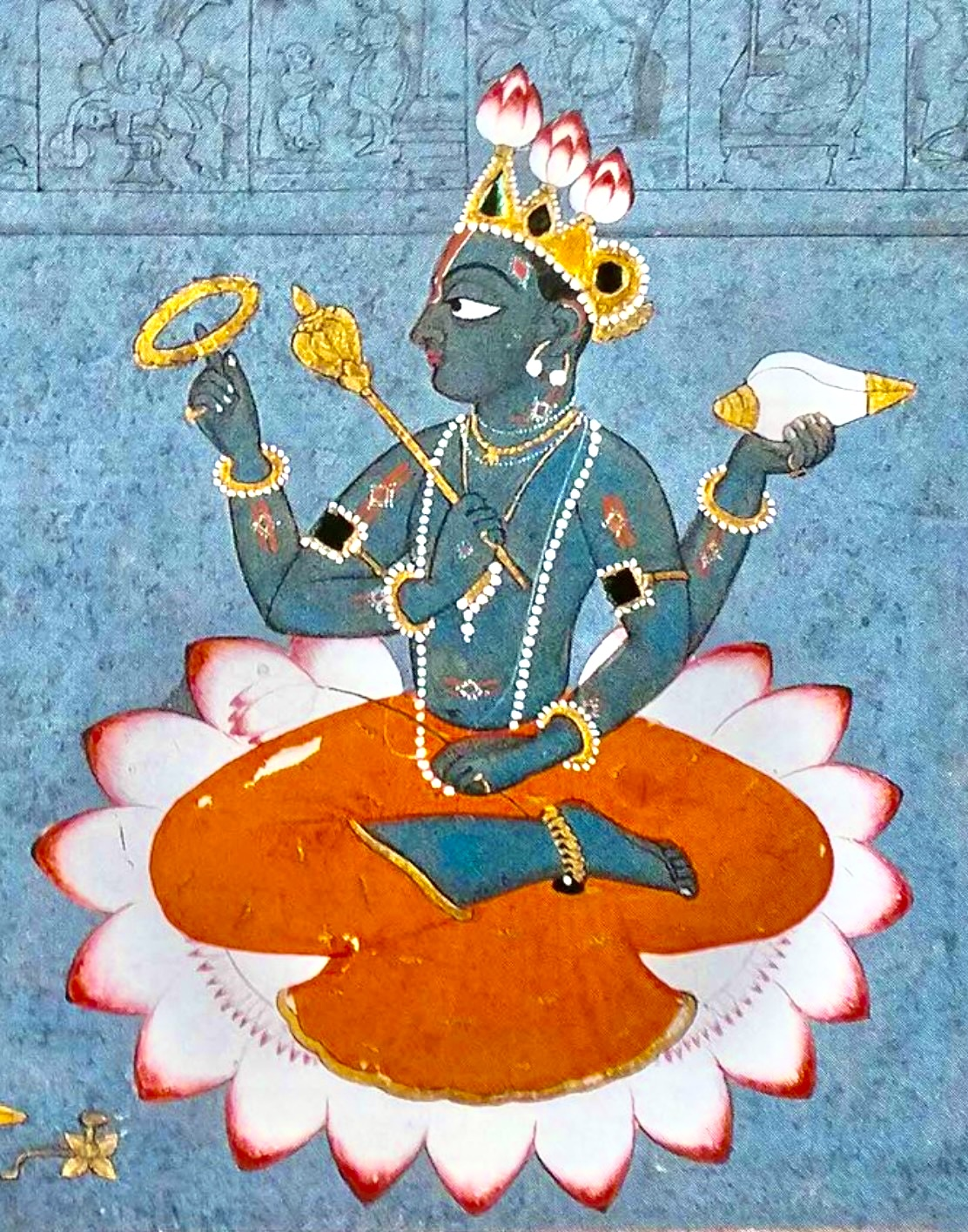
Vishnu, como apresentado na mitologia hindú.

A história de Shurato tem como base as mitologias budista e hinduísta, seguindo quase que a risca a última. Nela, o universo divide-se em seis mundos, dos quais fazem parte o Mundo dos Asuras (pronunciado erroneamente como "Asra"(s), na dublagem), Mundo dos Humanos (人間界, Ningenkai) e o Mundo dos Devas (天空界, Tenkūkai), este último traduzido como Mundo Celestial na dublagem brasileira.
Os três deuses maiores do hinduísmo são Shiva, um deus tanto criador quanto destruidor e que na obra foi apresentado como o vilão supremo; Brahma, deus criador que em Shurato morreu na batalha celestial há 10.000 anos e por isso há uma busca por seu Shakti a fim de descobrir seu sucessor; e Vishnu, deus protetor do universo, no história, representado em uma forma feminina, inspirada na forma como esse deus foi originalmente recebido no Japão.
Indra é pai dos deuses e senhor do tempo e clima, enquanto na história é o segundo em comando de Vishnu e a trai, transformando-a em pedra. Os Hachibushu (八部衆, Hachibushū; Oito Guardiões) na mitologia, protegem os budistas e mantém a harmonia no universo e, na obra, são representados pelos Oito Guardiões.

## Adaptação em anime

### Desenvolvimento
Shurato surgiu no Japão na época em que Os Cavaleiros do Zodíaco, da Toei Animation, estava em seu auge e produtoras concorrentes faziam sucesso lançando séries seguindo o mesmo padrão, como Samurai Warriors da Sunrise. logo puseram no mercado um produto que tentasse pegar carona na preferência dos fãs de anime. Shurato foi um deles e justamente por isto carrega muitas semelhanças com seu "irmão de armadura".

### Música
Shurato teve 2 canções de abertura, "Shining Soul" e "Truth", e 2 canções de encerramento, "Sabaku no meizu" e "Kyaraban", todas interpretadas por Satoko Shimizu.[carece de fontes?] No Brasil, apenas a primeira canção tanto de abertura quanto de encerramento foram adaptadas para o português em versões que fãs brasileiros colocam como uma das mais bem interpretadas dos animes, e foram interpretadas pela cantora Graça Cunha. Além disso, o estúdio, fazendo um bom trabalho, chegou a trocar as músicas internas do anime pela versão dublada, o que raramente é feito e serviu para acentuar a carga dramática das cenas. Os segundos temas da segunda temporada, contudo, não tiveram traduções.

### Dublagem

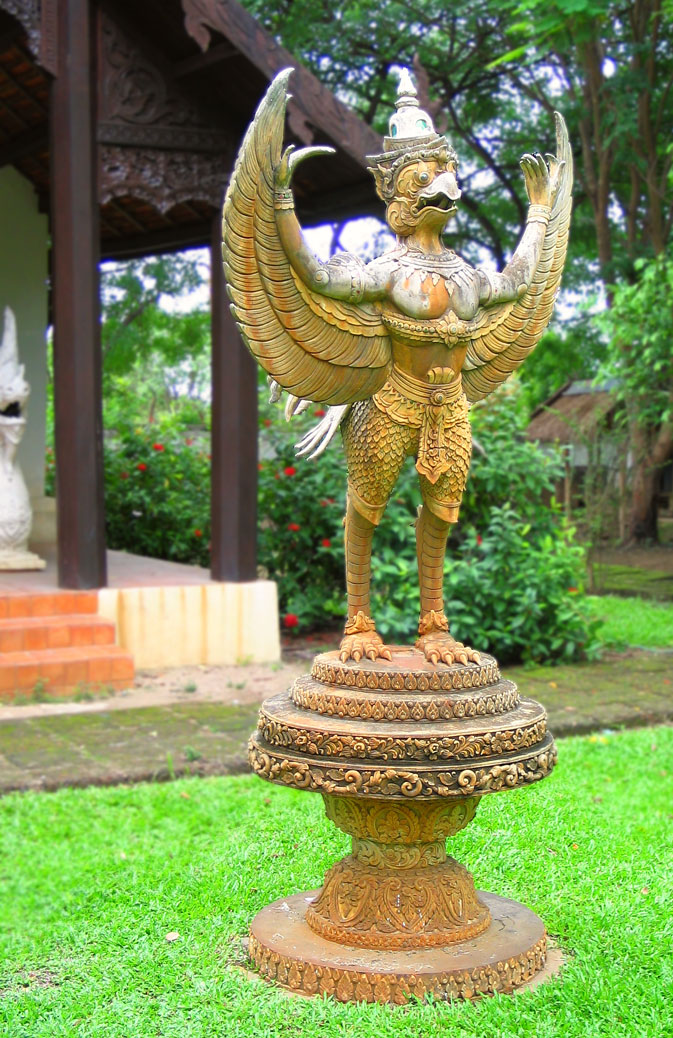
Garuda, o pássaro similar a Fênix.

No Brasil, Shurato estava para ser dublado em São Paulo pela Gota Mágica. Mas devida a alta demanda de dublagem de animes recebida pelo estúdio, resultante do sucesso de Os Cavaleiros do Zodíaco, o trabalho foi feito na Dublavídeo, que até então possuía tradição maior com filmes. A direção ficou a cargo de Leda Figueiró, que escalou vozes conhecidas dos animes para os personagens, tendo Marcelo Campos como Shurato. A dublagem de todos os 38 episódios da série foi finalizada em pouco mais de um mês.
A dublagem realizada é tida como um dos fatores do sucesso do anime no país, uma vez que permaneceu fiel ao original e ainda introduziu uma nova prática ao traduzir os créditos do original japonês para o português.O que foi seguido por Yu Yu Hakusho e mais tarde por Dragon Ball Z. Ainda assim, a dublagem modificou certos nomes no anime, traduzindo erroneamente o povo de Asura como "povo de Asra", trocando o nome do deus Brahma para Brafma para que ele não ficasse com o mesmo nome de uma popular cerveja do país, adaptando Leiga, o Rei Garuda (Karura Oh), referente a uma ave da mitologia hindu similar a uma Fênix, para o Rei "Karla" e modificando do nome do personagem Kuuya (o Rei Dappa) para "Kenya".

## Versões internacionais
Em 1991, começou a ser exibido pela TF1 na França, tendo Thierry Redler como Shurato e posteriormente também nas Filipinas com Carlo Eduardo Labalan e Jimmy Manalo no papel principal.[carece de fontes?] Em 1996, a série foi trazida para o Brasil através da Tikara Filmes, de Toshihiko Egashira, e exibida na extinta Rede Manchete. Tanto na França como no Brasil, o anime veio tentando pegar carona no sucesso que Os Cavaleiros do Zodíaco havia conseguido.

## Recepção
Shurato fez sucesso em terras nipônicas, sendo celebrado por uns e considerado uma mera cópia de Os Cavaleiros do Zodíaco por outros. De fato, Shurato seria a última série de anime envolvendo armaduras e mitologias, chamado por alguns de sub-gênero "spirit". Ainda assim é tido como um dos precursores do henshin e como a maior inspiração para Guerreiras Mágicas de Rayearth, cujas criadoras eram grandes fãs da série. Elas também renderam uma segunda homenagem com um doujinshi de Shurato intitulado Tenku Senki Shurato Original Memory (Muma), em 1990.
No Brasil, o anime não chegou a ser um sucesso estrondoso, mas ganhou bastante notoriedade, sendo o único entre os animes que estrearam na Rede Manchete na época, o que incluia Sailor Moon e Samurai Warriors, a manter a audiência do canal. Além disso, gerou diversos produtos licenciados que iam de bonecos à jogo de tabuleiro, lançados pela Glasslite. Shurato seria reprisado até 1999, ainda que já tivesse sido esquecido pelo público devido a curta duração do anime. Havia planos da Tikara Filmes para exibir os seis episódios do OVA lançado após o final da série em 1991. Originalmente, deveriam ser exibidos na Manchete, mas devido a temores por parte da emissora com possíveis prejuízos, o lançamento foi deixado de lado, e a Tikara partiu para lançar Yu Yu Hakusho. Shurato voltaria a ser exibido na RedeTV!, que havia substituído a Manchete em 1999, o que durou pouco tempo, uma vez que o novo canal não fez pagamento de direitos de exibição. Em outubro de 2021, o anime passa a ser exibido pela Rede Brasil.